# Schwedische Basketballnationalmannschaft der Damen
Die schwedische Basketballnationalmannschaft der Damen vertritt Schweden im internationalen Basketball und wird vom offiziellen Basketball-Verband Svenska BasketBoll Förbundet organisiert.
Die erste Teilnahme an einem großen internationalen Turnier war bei der Europameisterschaft 1978. Die Mannschaft hat insgesamt acht Mal an einer Europameisterschaft teilgenommen. Größter Erfolg war der 5. Platz bei der Europameisterschaft 1997.
Für eine Weltmeisterschaft oder für die Olympischen Spiele konnte sich Schweden dagegen bisher noch nicht qualifizieren.

## Abschneiden bei internationalen Wettbewerben

### Olympische Spiele
| - keine Teilnahme |

### Weltmeisterschaften
| - keine Teilnahme |

### Europameisterschaften
| - 1978 – 13. Platz - 1981 – 11. Platz - 1983 – 10. Platz - 1987 – 07. Platz | - 2013 – 07. Platz - 2015 – 14. Platz - 2019 – 05. Platz - 2021 – 08. Platz | - 2025 – 10. Platz |

## Kader
Eine Übersicht des aktuellen Kaders – der Basketball-Europameisterschaft der Damen 2025 – findet sich beispielsweise auf der englischsprachigen Fassung dieses Artikels.